# Enrique Meza Enriquez
Enrique Meza Enriquez (Città del Messico, 3 marzo 1948) è un allenatore di calcio ed ex calciatore messicano, di ruolo portiere.
Da calciatore si afferma nel Cruz Azul, dove vince 12 titoli, tra cui 3 Champions League nordamericane consecutive (1969, 1970 e 1971).
Negli anni ottanta intraprende la carriera di allenatore, arrivando anche a guidare la selezione messicana alla Confederations Cup del 2001 dopo aver vinto più volte il campionato messicano con il Toluca. Nel 2006 si siede sulla panchina del Pachuca: vince la Coppa Sudamericana nel 2006, seguita immediatamente da 2 Champions Cup di fila (2007 e 2008).

## Palmarès

### Giocatore

#### Competizioni nazionali
- Campionato messicano: 5

Cruz Azul: 1968-1969, México 1970, 1971-1972, 1972-1973, 1974-1975
- Copa México: 2

Cruz Azul: 1968-1969
Tigres: 1975-1976
- Campeón de Campeones: 2

Cruz Azul: 1969, 1974

#### Competizioni internazionali
- CONCACAF Champions' Cup: 3

Cruz Azul: 1969, 1970, 1971

### Allenatore

#### Competizioni nazionali
- Campionato messicano: 4

Toluca: Verano 1998, Verano 1999, Verano 2000
Pachuca: Clausura 2007

#### Competizioni internazionali
- Coppa Sudamericana: 1

Pachuca: 2006
- CONCACAF Champions' Cup: 2

Pachuca: 2007, 2008